# Транспорт Бразилії
Транспорт Бразилії представлений автомобільним , залізничним , повітряним , водним (морським, річковим і озерним)  і трубопровідним , у населених пунктах  та у міжміському сполученні діє громадський транспорт пасажирських перевезень. Площа країни дорівнює 8 514 877 км² (5-те місце у світі). Форма території країни — складна; максимальна дистанція з півночі на південь — 4320 км, зі сходу на захід — 4330км. Географічне положення Бразилії дозволяє країні контролювати транспортні шляхи між більшістю країн Південної Америки; морські транспортні шляхи Атлантикою між Європою з Північною Америкою та Азією з Австралією.

## Автомобільний
Загальна довжина автошляхів у Бразилії, станом на 2010 рік, дорівнює 1 580 964 км, з яких 212 798 км із твердим покриттям і 1 368 166 км без нього (4-те місце у світі).

Карта-схема автошляхів Бразилії

## Залізничний
Загальна довжина залізничних колій країни, станом на 2014 рік, становила 28 538 км (11-те місце у світі), з яких 5 8223 км широкої 1600-мм колії (4983 км електрифіковано), 492 км двуколійні (широкої 1600-мм і вузької 1000-мм колії), 194 км стандартної 1435-мм колії, 23 3416 км вузької 1000-мм колії (24 км електрифіковано).

Карта-схема залізничної мережі Бразилії

## Повітряний
У країні, станом на 2013 рік, діє 4 093 аеропорти (2-ге місце у світі), з них 698 із твердим покриттям злітно-посадкових смуг і 3395 із ґрунтовим. Аеропорти країни за довжиною злітно-посадкових смуг розподіляються наступним чином (у дужках окремо кількість без твердого покриття):
- довші за 10 тис. футів (>3047 м) — 7 (0);
- від 10 тис. до 8 тис. футів (3047-2438 м) — 27 (0);
- від 8 тис. до 5 тис. футів (2437—1524 м) — 179 (92);
- від 5 тис. до 3 тис. футів (1523—914 м) — 436 (1619);
- коротші за 3 тис. футів (<914 м) — 49 (1684)[1].

У країні, станом на 2015 рік, зареєстровано 9 авіапідприємств, які оперують 443 повітряними суднами. За 2015 рік загальний пасажирообіг на внутрішніх і міжнародних рейсах становив 102,0 млн осіб. За 2015 рік повітряним транспортом було перевезено 149 млн тонно-кілометрів вантажів (без врахування багажу пасажирів).
У країні, станом на 2013 рік, споруджено і діє 13 гелікоптерних майданчиків.

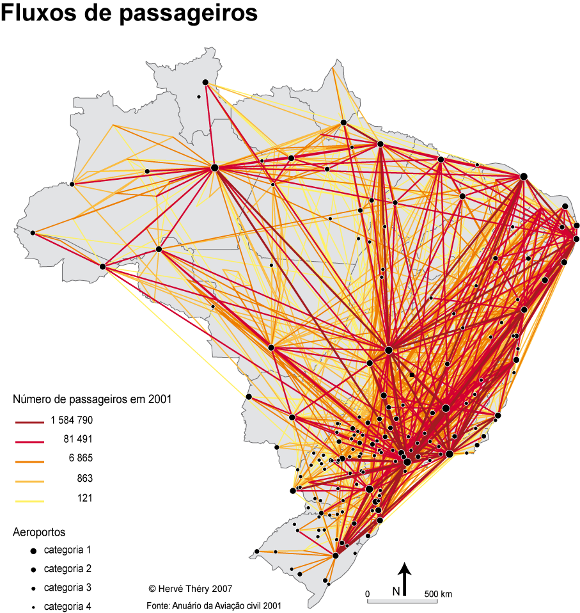
Повітряне сполучення в Бразилії

Бразилія є членом Міжнародної організації цивільної авіації (ICAO). Згідно зі статтею 20 Чиказької конвенції про міжнародну цивільну авіацію 1944 року, Міжнародна організація цивільної авіації для повітряних суден країни, станом на 2016 рік, закріпила реєстраційний префікс — PP, заснований на радіопозивних, виділених Міжнародним союзом електрозв'язку (ITU). Коди ІКАО для аеропортів Бразилії — SD, а також SB, SI, SJ, SN, SS, SW.

## Водний

### Морський
Головні морські порти країни: Белен, Паранаґуа, Ріу-Ґранді, Ріо-де-Жанейро, Сантус, Сан-Себастьян, Тубарао. Балкерне завантаження залізної руди в портах Сепетіба і Тубарао. Річний вантажообіг контейнерних терміналів (дані за 2011 рік): Сантос — 2,99 млн, Ітажаї — 0,98 млн контейнерів (TEU). Нафтові термінали: Гегуя, Ілля-Гранде, Гуаїба, Гуамаре. СПГ-термінали для імпорту скрапленого природного газу діють у портах: Pecem, Ріо-де-Жанейро.

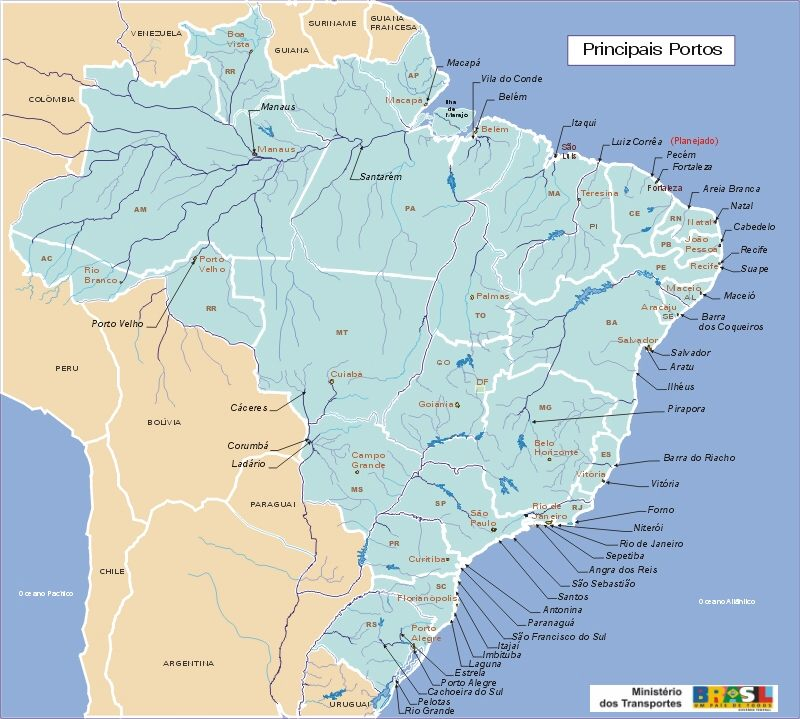
Порти Бразилії

Морський торговий флот країни, станом на 2010 рік, складався з 109 морських суден з тоннажем більшим за 1 тис. реєстрових тонн (GRT) кожне (50-те місце у світі), з яких: балкерів — 18, суховантажів — 16, танкерів для хімічної продукції — 7, контейнеровозів — 13, газовозів — 11, нафтових танкерів — 39, ролкерів — 5.
Станом на 2010 рік, кількість морських торгових суден, що ходять під прапором країни, але є власністю інших держав — 27 (Чилі — 1, Данії — 3, Німеччини — 6, Греції — 1, Норвегії — 3, Іспанії — 12, Туреччини — 1); зареєстровані під прапорами інших країн -36 (Аргентини — 1, Багамських Островів — 1, Гани — 1, Ліберії — 20, Маршаллових Островів — 1, Панами — 3, Сінгапуру — 9).

### Річковий
Загальна довжина судноплавних ділянок річок і водних шляхів, доступних для суден з дедвейтом понад 500 тонн, 2012 року становила 50 000 км (3-тє місце у світі). Більшість водних шляхів знаходяться вдалині від промислових центрів і населених місць. Найбільші водні шляхи: Амазонка з численними притоками, Сан-Франсіску, Парана, Паранаїба.
Головні річкові порти країни: Манаус на Амазонці.

## Трубопровідний
Загальна довжина газогонів у Бразилії, станом на 2013 рік, становила 17 565 км; трубопроводів зрідженого газу — 352 км; нафтогонів — 4 831 км; продуктогонів — 4 722 км.

## Державне управління
Держава здійснює управління транспортною інфраструктурою країни через міністерство транспорту, портів та цивільної авіації. Станом на 29 листопада 2016 року міністерство в уряді Мішель Мігель Еліас Темер Луліа очолював Маурісіо Квінтелла.

### Українською
- Атлас. 10-11 клас. Економічна і соціальна географія світу / упорядники :  О. Я. Скуратович, Н. І. Чанцева. — К. : ДНВП «Картографія», 2010. — ISBN 978-966-475-639-3.
- Атлас світу / голов. ред. І. С. Руденко ; зав. ред. В. В. Радченко ; відп. ред. О. В. Вакуленко. — К. : ДНВП «Картографія», 2005. — 336 с. — ISBN 9666315467.
- Безуглий В. В. Економічна і соціальна географія зарубіжних країн : Навчальний посібник. — К. : ВЦ «Академія», 2007. — 704 с. — ISBN 978-966-580-239-6.
- Безуглий В. В., Козинець С. В. Регіональна економічна і соціальна географія світу : Навчальний посібник. — видання 2-ге, доп., перероб. — К. : ВЦ «Академія», 2007. — 688 с. — ISBN 966-580-144-9.
- Головченко В., Кравчук О. Країнознавство: Азія, Африка, Латинська Америка, Австралія і Океанія. — К., 2006. — 335 с. — ISBN 966-8939-04-2.
- Дахно І. І. Країни світу: Енциклопедичний довідник / І. І. Дахно, С. М. Тимофієв. — К. : Мапа, 2011. — 606 с. — (Бібліотека нового українця) — ISBN 978-966-8804-23-6.
- Дахно І. І. Економічна географія зарубіжних країн : навчальний посібник. — К. : Центр учбової літератури, 2014. — 319 с. — ISBN 978-611-01-0682-5.
- Дорошенко В. І. Географія транспорту : Навчальний посібник / В. І. Дорошенко, К. Д. Діденко. — К. : Київський нац. ун-т ім. Т. Шевченка, 2010. — 183 с. — ISBN 978-966-439-329-1.
- Дубович І. А. Країнознавчий словник-довідник. — 5-те вид., перероб. і доп. — К. : Знання, 2008. — 839 с. — ISBN 978-966-346-330-8.
- Економічна і соціальна географія країн світу : Навчальний посібник / За ред. С. П. Кузика. — Л. : Світ, 2002. — 672 с. — ISBN 966-603-178-7.
- Зарубіжна транспортна географія : навчальний посібник / уклад. : Петрашевський О. Л. и др. — К. : Національний транспортний університет, 2015. — 95 с. — ISBN 978-966-632-227-5.
- Книш М. М., Мамчур О. І. Регіональна економічна і соціальна географія світу (Латинська Америка та Карибські країни, Африка, Азія, Океанія) : навч. посіб. — Л. : ЛНУ ім. Івана Франка, 2013. — 368 с. — ISBN 978-617-10-0007-0.
- Кузик С. П., Книш М. М. Економічна і соціальна географія країн Америки : навч. посіб. — Л. : ЛНУ ім. Івана Франка, 1999. — 299 с. — ISBN 966-613-026-2.
- Юрківський В. М. Регіональна економічна і соціальна географія. Зарубіжні країни : Підручник. — К. : Либідь, 2001. — 416 с. — ISBN 966-06-0092-5.

### Англійською
- (англ.) Modern Transport Geography / Hoyle, B. and R. Knowles (eds). — Second Edition,. — London : Wiley, 1998.
- (англ.) Rodrigue, J-P. The Geography of Transport Systems. — Fourth Edition. — N. Y. : Routledge, 2017. — 440 с. — ISBN 978-1138669574.
- (англ.) Taaffe E. J., Gauthier H. L. and O'Kelly M. E. Geography of transportation. — Second Edition. — N. Y. : Prentice Hall, 1996. — ISBN 0-13-368572-1.
- (англ.) Black, W. Transportation: A Geographical Analysis. — N. Y. : Guilford, 2003.

### Російською
- (рос.) Бразилия // Латинская Америка. Энциклопедический справочник [в 2-х тт.] / Главный редактор В. В. Вольский. — М. : Советская энциклопедия, 1979. — Т. 1. А-К. — С. 357.
- (рос.) Максаковский В. П. Географическая картина мира. Книга I: Общая характеристика мира. — М. : Дрофа, 2008. — 495 с. — ISBN 978-5-358-05275-8.
- (рос.) Максаковский В. П. Географическая картина мира. Книга II: Региональная характеристика мира. — М. : Дрофа, 2009. — 480 с. — ISBN 978-5-358-06280-1.
- (рос.) Физико-географический атлас мира. — М. : Академия наук СССР и главное управление геодезии и картографии ГГК СССР, 1964. — 298 с.
- (рос.) Шаповал Н. С. Транспортная география и транспортные системы мира : учебное пособие. — К. : Центр учбової літератури, 2006. — 188 с. — ISBN 000-0000-00-4.
- (рос.) Экономическая, социальная и политическая география мира. Регионы и страны / под ред. С. Б. Лаврова, Н. В. Каледина. — М. : Гардарики, 2002. — 928 с. — ISBN 5-8297-0039-5.
- (рос.) Энциклопедия стран мира / глав. ред. Н. А. Симония. — М. : НПО «Экономика» РАН, отделение общественных наук, 2004. — 1319 с. — ISBN 5-282-02318-0.